# Veronica smirnovii
Veronica smirnovii är en grobladsväxtart som beskrevs av Kosachev och D.A.German. Veronica smirnovii ingår i släktet veronikor, och familjen grobladsväxter. Inga underarter finns listade i Catalogue of Life.